# Бавари
Баварите или баварии (Bajuwaren; Baiuwaren; Bavarii; Baiern) са германско племе, възникнало в края на Великото преселение на народите, което е населявало старата територия на Бавария и големи части от Австрия и Южен Тирол.
Те се казват на германски първо baio-warioz. Писани са като Baiwaren, Baioaren, Bajoras, латинизирано Bavarii, Baioarii. Сричката baio идва от келтското племе бои.